# جوناثان غرانت
جوناثان غرانت هو لاعب كرة قدم كندي، ولد في 15 أكتوبر 1993 في بيكرينغ في كندا. شارك مع منتخب كندا تحت 23 سنة لكرة القدم. أما مع النوادي، فقد لعب مع FC Montreal ‏.

## وصلات خارجية
- جوناثان غرانت على موقع قاعدة بيانات كرة القدم.إي يو (الإنجليزية)
- جوناثان غرانت على موقع Soccerway.com (الإنجليزية)